# 채수연 (가수)
채수연(1989년 3월 30일 ~ )은 대한민국의 가수이다.

## 학력
- 한양여자대학교 실용음악학과 졸업

## 경력
- 그룹 '오로라' 멤버

## 음반
- 2018년 싱글 몰라, 사랑의 껌딱지
- 2019년 경의선에서